# Голота (повість)
Голота — повість Володимира Винниченка, вперше опублікована у 1905 році в журналі «Кіевская старина». Згідно зі свідченнями Климентія Квітки, Леся Українка вважала повість за найдовершенішу роботу Винниченка і шкодувала, що надалі його творчість пішла іншим шляхом.

## Сюжет
У творі зображено психологію простолюду в момент переходу від спокійного хліборобського стану до повної пролетаризації.
Винниченко змальовує нутро «чорної кухні» при панській економії. У творі знищуються давні моральні устрої сільського життя, як простий сільський розум позбувається всіх ілюзій і всі карти життя ставить на одне гасло: «Дбай за себе самого!» Із двора чути в злудному світлі запах розкоші та цинічної розпусти, а сільське життя для декого ввійшло в міфологію. Деякі, зокрема герой твору Андрій, хоч ще ніби вважається господарським сином, все-таки мусить служити і заробляти у дворі, і бореться між занепадом села і широким шляхом у повний пролетаріат.

## Видання
- Голота (повість) [Архівовано 27 жовтня 2021 у Wayback Machine.] . — «Кіевская старина», Кн., I, II, 1905, t. 88, kh. 1, 2, c. 117-187, 209-262.
- Винниченко В. Краса і сила та інші оповідання [Архівовано 31 жовтня 2021 у Wayback Machine.]. — Київ: З друк. С. А. Борисова, 1906. — С. 126—267.
- Винниченко В. Твори т. 2: Голота. [Архівовано 4 листопада 2021 у Wayback Machine.] — Відень, Видавництво «Дзвін», 1919. — С. 5—141.
- Винниченко В. Голота: повість. Київ: Всеукраїнське державне вид-во, [1920]. — 194 с.
- Винниченко В. Голота: повість [Архівовано 27 жовтня 2021 у Wayback Machine.] / передм. О.Тищенка. — Харків: Держ. вид-во України, 1930. — С. 126—267.
- Винниченко В. Голота: повість [Архівовано 27 жовтня 2021 у Wayback Machine.]. — Харків; Київ: Книгоспілка, 1930. — 145 с.
- Винниченко В. К.  Раб краси: Оповідання, повість, щоденикові записи: Для ст. шк. віку / Упоряд., передм., приміт. В. Є. Панченка. — К. : Веселка, 1993. — с. (?)